# Helina rufitibialis
Helina rufitibialis este o specie de muște din genul Helina, familia Muscidae, descrisă de Willi Hennig în anul 1957.
Este endemică în Insulele Canare. Conform Catalogue of Life specia Helina rufitibialis nu are subspecii cunoscute.